# Maszyna szyfrująca

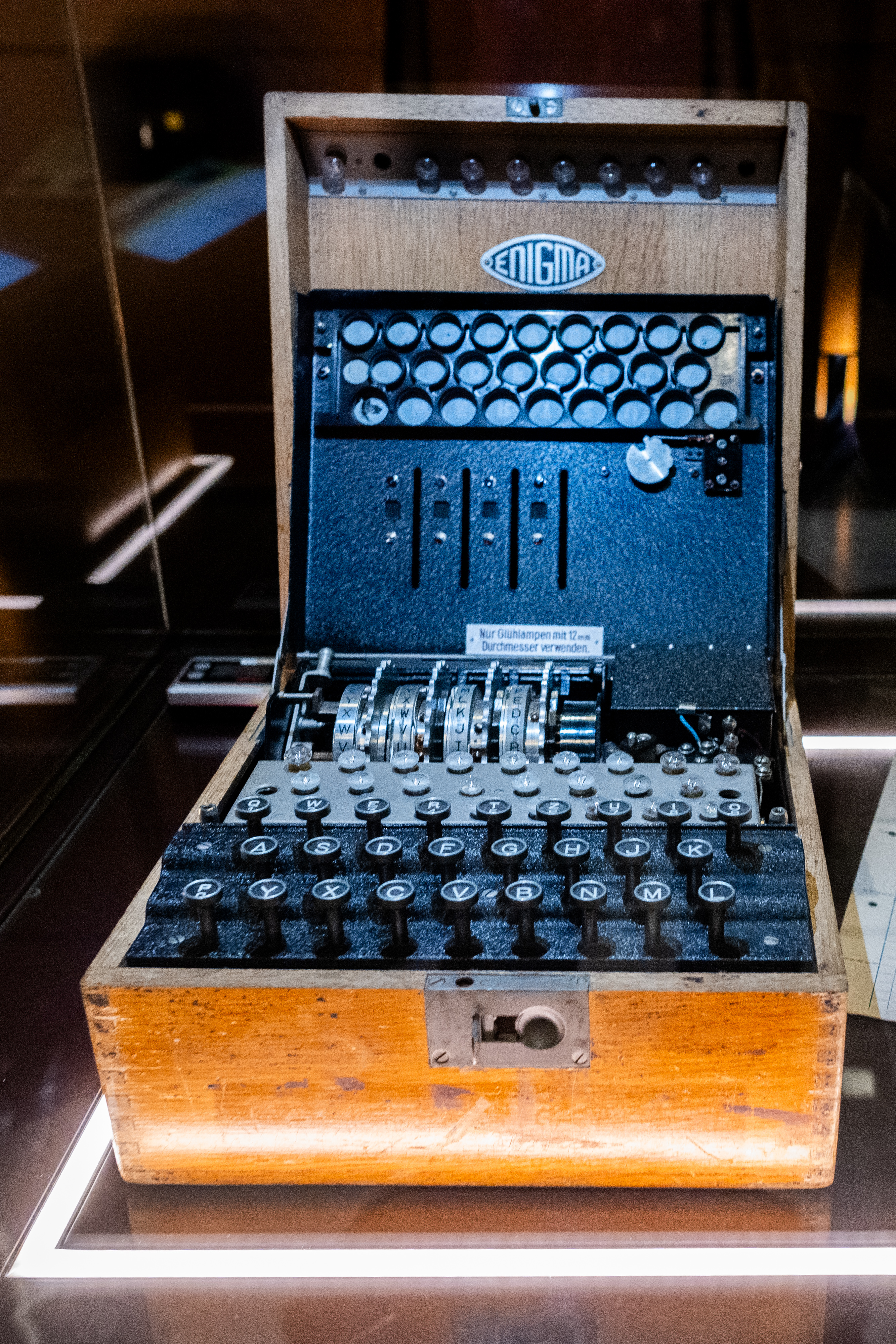
Niemiecka maszyna szyfrująca Enigma - model K 470 (ekspozycja Centrum Szyfrów Enigma, Poznań)

Maszyna szyfrująca — urządzenie techniczne służące do kodowania przekazywanej w kanale telekomunikacyjnym wiadomości, najczęściej tekstowej, przed nieautoryzowanym odczytem.
Zadaniem maszyn szyfrujących jest zamiana znaków tekstu jawnego na znaki tekstu zakodowanego zgodnie z zadanym algorytmem (lub serią algorytmów) w taki sposób, aby możliwe było jego późniejsze odszyfrowanie przekazu przy pomocy tego samego lub komplementarnego algorytmu.
Najsłynniejszym przykładem maszyny szyfrującej była opracowana przez Hugo Kocha Enigma, będąca elektromechanicznym urządzeniem należącym do rodziny maszyn wirnikowych.

## Przykłady
- Maszyna Lorenza
- Enigma
- M-209[1]
- M-125 (Fiałka)[2]
- ECM Mark II (SIGABA)
- Lacida

## Galeria

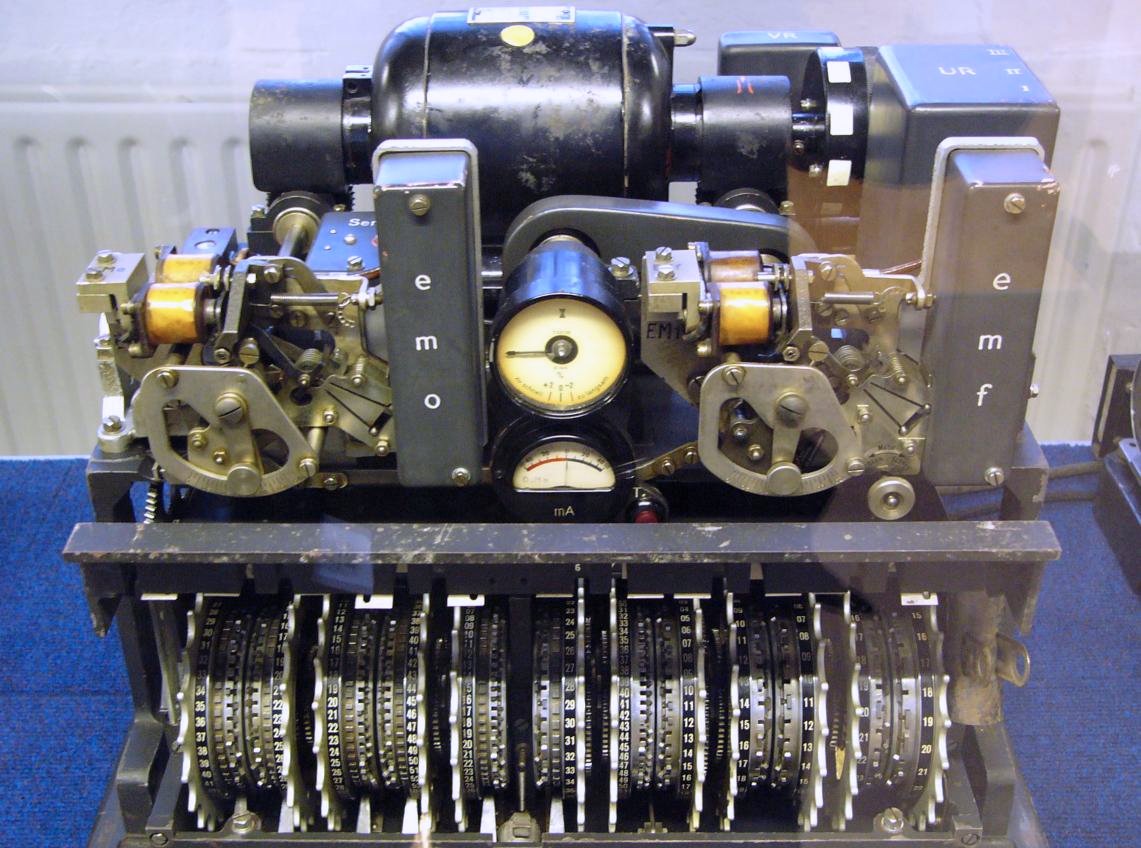
Maszyna Lorenza
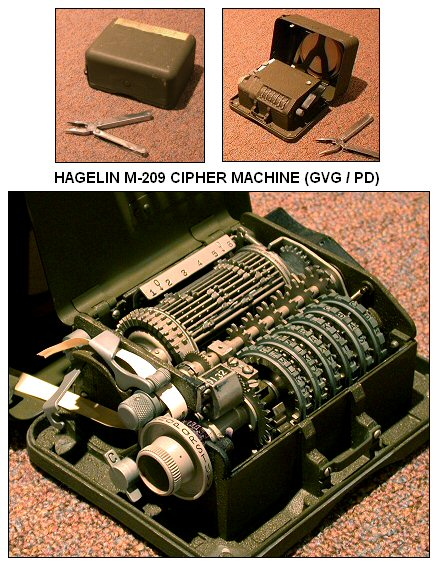
M-209
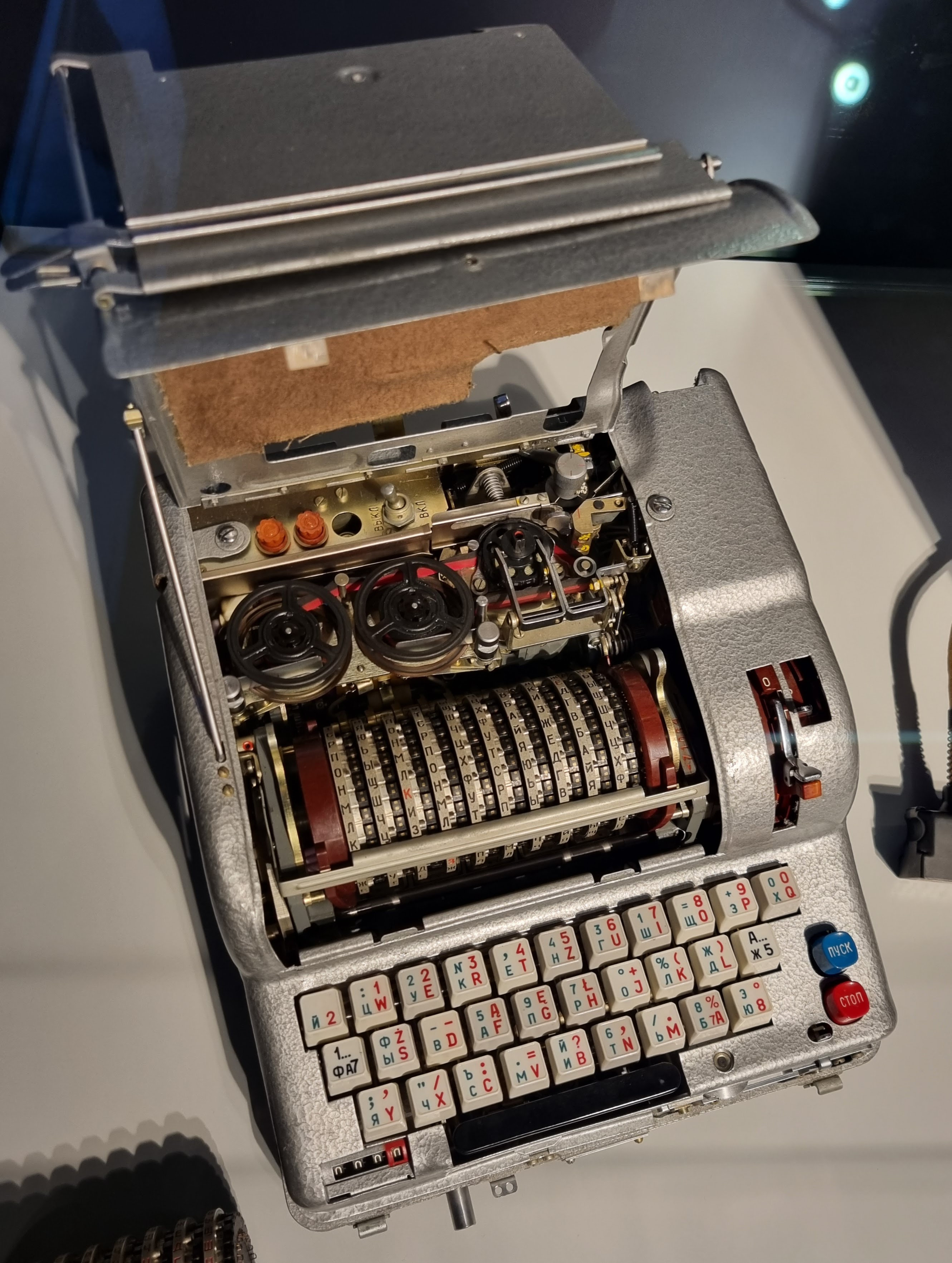
M-125 (Fiałka)
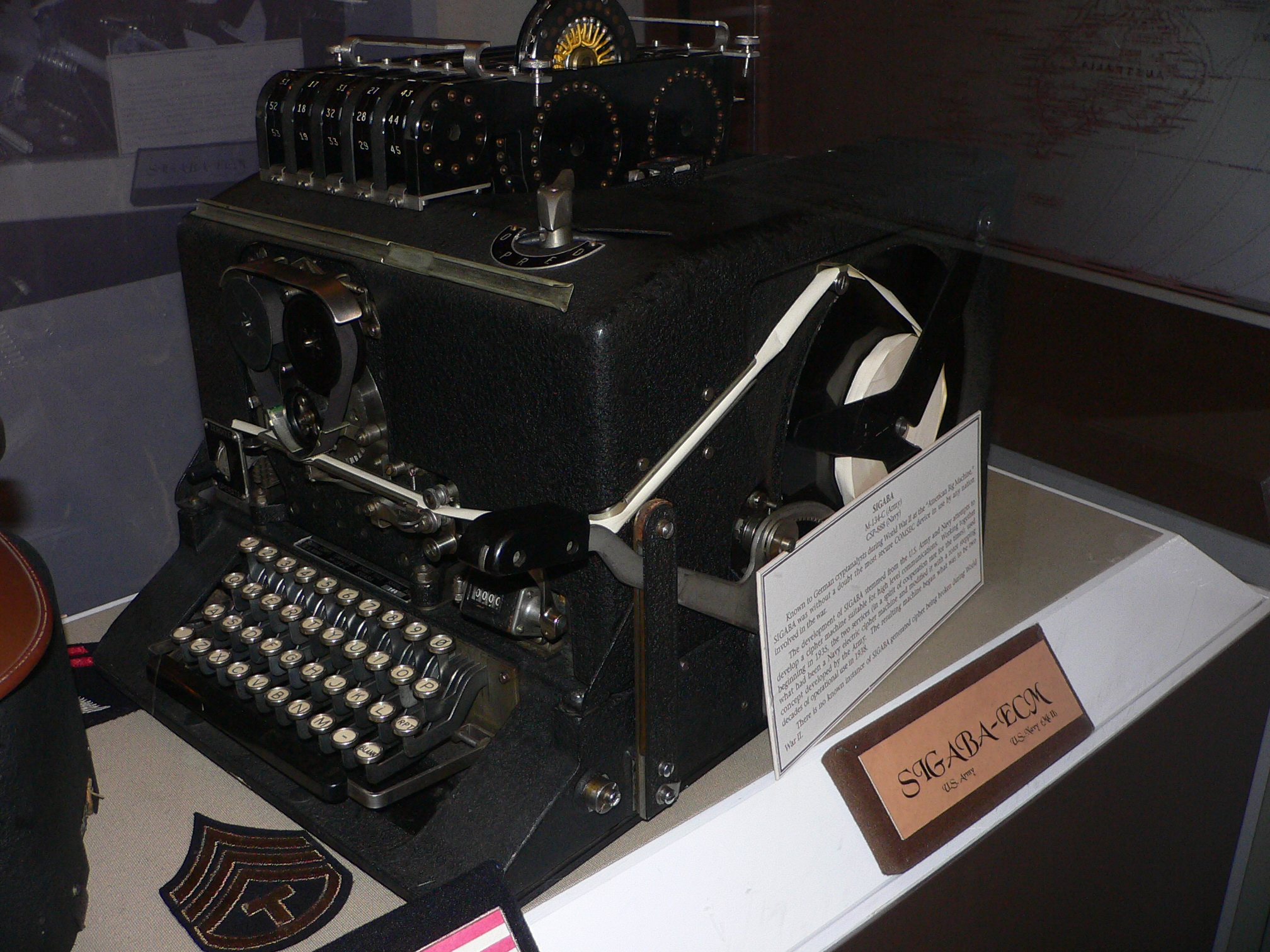
ECM Mark II (SIGABA)